# Kradibia
Kradibia (лат.) — род наездников семейства Agaonidae из надсемейства Chalcidoidea подотряда стебельчатобрюхие перепончатокрылые насекомые. Тропики Старого Света. Опылители растений рода Фикус.

## Описание
Длина тела около 1 мм, тёмно-коричневые. Лапки 5-члениковые, усики 10 или 11-члениковые. Опылители и фитофаги растений рода Фикус (подрод Sycidium, Ficus, семейство Тутовые) следующих видов: Ficus ampelas, Ficus conocephalifolia, Ficus copiosa, Ficus coronota, Ficus cumingii, Ficus exasperata, Ficus fraserii, Ficus irisana, Ficus wasa (Moraceae).

## Распространение
Афротропика: Кот-д’Ивуар, Уганда, Танзания, Мозамбик, Мадагаскар, Реюньон. Австралия, Фиджи, Соломоновы Острова. Южная и Юго-Восточная Азия: Индия, Индонезия, Шри-Ланка, Малайзия, Тайвань, Филиппины, Япония, Папуа — Новая Гвинея.

## Систематика
В ходе мультилокусного филогенетического анализа (Cruaud, et al. 2010) род признан парафилетическим, сестринским к Ceratosolen и наиболее близким к роду Liporrhopalum (их самцы не отличаются) и предложено все 19 видов последнего синонимизировать с Kradibia (Liporrhopalum как syn. nov.).
Типовой вид рода Kradibia cowani Saunders, 1883 был описан в 1883 году британским дипломатом и энтомологом сэром Сиднеем Смитом Сондерсом (1809-1884).
- Kradibia angustatae (Hill, 1969)
- Kradibia brownii Ashmead, 1904
- Kradibia calorai Wiebes, 1993[3]
- Kradibia clarae Wiebes, 1993
- Kradibia commuta Wiebes, 1993
- Kradibia copiosae (Wiebes, 1980)
- Kradibia corneri Wiebes, 1993
- Kradibia cowani Saunders, 1883typus — Мадагаскар[1]
- Kradibia cuspidatae (Hill, 1969)
- Kradibia dubium (Grandi, 1926)
- Kradibia erythropareiae (Hill, 1969)
- Kradibia etiennei Wiebes, 1990 — остров Реюньон[6]
- Kradibia gestroi afrum Wiebes, 1969
  - Kradibia gestroi gestroii (Grandi, 1916) — Индия, Шри-Ланка, Берег Слоновой Кости[7]
- Kradibia ghigii (Grandi, 1916) — Австралия[7]
- Kradibia hilli Wiebes, 1978 — восточная Африка[4]
- Kradibia giacominii (Grandi, 1926)
- Kradibia gibbosae (Hill, 1967)
- Kradibia hemsleyanae (Hill, 1969)
- Kradibia jacobsi (Wiebes, 1964) — Папуа — Новая Гвинея
  - =Blastophaga jacobsi Wiebes 1964
- Kradibia latipennis (Girault, 1915)
- Kradibia longicornis (Grandi, 1926)
- Kradibia midotis (Hill, 1969)
- Kradibia mindanaensis (Hill, 1969)
- Kradibia nigricorpus (Girault, 1915)
- Kradibia ordinata Wiebes, 1993[3]
- Kradibia panchoi Wiebes, 1993
- Kradibia parvifoliae (Hill, 1969)
- Kradibia philippinensis (Hill, 1969)
- Kradibia queenslandica (Hoffmeyer, 1929)
- Kradibia rutherfordi indicum (Abdurahiman & Joseph, 1967)
- Kradibia rutherfordi (Waterston, 1920)
- Kradibia saunders Wiebes, 1990
- Kradibia semiauriceps (Girault, 1927)
- Kradibia sessilis (Hill, 1969)
- Kradibia setigera Wiebes, 1978[4]
- Kradibia subulatae (Hill, 1969)
- Kradibia sumatrana (Grandi, 1926)
- Kradibia tentacularis (Grandi, 1926)
- Kradibia tetamba Wiebes, 1993[3]
- Kradibia uniglandulosae (Hill, 1969)
- Kradibia virgatae (Hill, 1969)
- Kradibia wakefieldi Wiebes, 1993
- Kradibia wassae (Wiebes, 1980)
- Kradibia williamsi Wiebes, 1993[3]